# Chiesa e convento di San Matteo
La chiesa e convento di San Matteo sono un complesso religioso medievale situato in Piazza San Matteo in Soarta a Pisa.
Con la fondazione del monastero di monache benedettine nel 1027, la chiesa fu riedificata sopra una precedente chiesetta a tre absidi.
Fu ampliata nel XII e nel XIII secolo, mentre il monastero ingloba edifici precedentemente separati in un complesso quadrilatero intorno a un cortile.
L'attuale aula unica fu risistemata nel Seicento mentre la facciata è del 1610.

## Storia

### Gli atti di fondazione
L’istituzione di un complesso monastico dedicato a San Matteo fu voluta dai coniugi Ildeberto degli Albizi e dalla moglie Donna Teuta del fu Omicio, tramite la convalidazione di due atti separati, uno del 1027 e uno del 1028.
L’atto del 18 maggio 1027 venne firmato da Donna Teuta che, con il consenso del marito, dispose l'edificazione di un monastero benedettino femminile in un terreno di sua proprietà, intitolato all'apostolo ed evangelista San Matteo. L'atto prevedeva anche la concessione di altri terreni.
Il luogo scelto per il cenobio fu Soarta, località in prossimità dell’Arno che comprendeva una zona posta sulla riva destra del fiume e che aveva i suoi capi alla chiesa di San Silvestro, alla chiesa di Santa Viviana e alla chiesa di Sant’Andrea Forisportam.
Con l'atto del 19 gennaio 1028 Ildeberto donò al monastero gli stessi beni concessi precedentemente dalla moglie più altre proprietà, specificando i nomi dei santi a cui l'edificio sarebbe stato dedicato: Matteo, Benedetto, Cosimo, Damiano e Lucia, dediche, a esclusione della prima, successivamente decadute.
Entrambi i documenti riportano le disposizioni da seguire per l’elezione della badessa, che avrebbe dovuto essere investita dai fondatori del complesso, dai loro eredi e proeredi. Nel caso in cui non fosse stato possibile designarla all’interno del monastero, si sarebbe scelta la badessa fuori dal cenobio, eletta dalle monache, dai fondatori e dagli eredi.
I due atti di fondazione differiscono per alcuni punti:
- Al momento della stesura del primo atto di fondazione, quello eseguito nel 1027 da Teuta, chi guidava il monastero era l’abate Bono. Importante organizzatore della vita monastica pisana e primo abate del monastero di san Michele in Borgo, Bono venne incaricato di occuparsi dell'organizzazione del monastero di San Matteo per un periodo temporaneo, fino a che i fondatori e la congregazione delle monache fossero stati in grado di eleggere regolarmente una badessa. Invece, nel periodo in cui fu redatto il secondo atto di fondazione, quello firmato da Ildeberto nel 1028, era a capo del cenobio Ermengarda, la badessa verosimilmente figlia dei fondatori
- Ildeberto dichiara nel documento di aver disposto della costruzione del monumento per assolvere i propri peccati e quelli della moglie, dedicando l'atto al defunto imperatore Enrico II il santo e al suo successore, Corrado II il Salico.

Il documento di fondazione, scritto a mano dallo stesso Ildeberto, fa supporre che egli fosse stato un notaio o un funzionario imperiale e che, anche per questo motivo, considerasse importante mantenere un buon rapporto con l'imperatore Enrico II e con il successore, così da ottenere la conferma dei beni posseduti.

### I coniugi fondatori
Ildeberto degli Albizi fu il capostipite di una progenie, quella dei de domo Petri, poi Casapieri, che raggiunse i vertici della società cittadina pisana.
Si hanno notizie di Ildeberto Albizio, figlio di Ermingarda, solo per il periodo compreso tra il 1016 e il 1028, ed il suo nome fu sempre legato agli atti relativi al monastero. 
Nel 1030 probabilmente Ildeberto era già morto, poiché veniva nominato in un documento di quello stesso anno un certo Giovanni, figlio della buona memoria di Ildeberto.
Egli veniva soprannominato quasi sempre con il matronimico, cosa che accadeva generalmente per i figli di ecclesiastici concubinari. Infatti, alcuni documenti lo riportano come figlio di Pietro detto Albizio, prete nel 1011 e arciprete tra il 1012 e il 1014.
La famiglia di questi fondatori era una delle più importanti della città di Pisa ed era in stretti rapporti con l’imperatore Enrico II.
Anche i discendenti continuarono ad avere buoni rapporti con il potere e riuscirono ad ottenere dall'imperatore Enrico IV la concessione di alcune terre pubbliche.
Nella genealogia della famiglia ricorre molto frequentemente il nome "Pietro", per perpetuare nei posteri il ricordo di Pietro III, eroe della guerra nella Spedizione delle Baleari del 1114-1115. L’intera casata prese così il nome de domo Petri, diffusosi con il volgare come Casapieri.

### I motivi della fondazione
La fondazione di un monastero da parte di una famiglia assicurava la salvezza delle loro anime ma aveva anche delle finalità economico-sociali e politico-signorili.
Dal punto di vista religioso, il monastero diventava un centro spirituale per la famiglia: per questo motivo l’elezione della badessa o dell’abate era un compito che spettava ai fondatori, che in questo modo avrebbero assicurato la salvezza delle anime all'intera famiglia, mentre i religiosi, in cambio, avrebbero ottenuto beni materiali.
L’affermazione della famiglia nel tessuto cittadino riguardava invece aspetti economico-sociali perché con la costruzione di un monastero la famiglia si sarebbe elevata al di sopra delle altre casate. Inoltre, economicamente, i terreni che costituivano il centro monastico permisero alla zona di diventare un centro agrario con attività da gestire tramite molte famiglie “vassalle”, suddite dell’ente.

## Il territorio
Dai due atti di fondazione dei coniugi Donna Tetuta e Idelberto degli Albizi si evince che il territorio era caratterizzato da frutteti, orti e terre laboratorie. Le uniche abitazioni presenti erano quelle degli agricoltori e della famiglia Albizi.
Le strade vicine ai terreni diventarono importanti per l’espansione futura dell’ente monastico. Queste erano la via che costeggiava il fiume Arno e la Via Calcesana, chiamata così perché portava a Calci, che provvedeva al collegamento delle zone dell’entroterra.
La zona di Soarta, dove sorse il monastero, era suburbana. Infatti la città di Pisa si era sviluppata soprattutto nella parte occidentale rispetto al Ponte di Mezzo. 
Dall’XI secolo l’area di Soarta diventò il punto d’interesse per le famiglie che desideravano elevare il loro ruolo sociale acquistando i possedimenti in questa zona che, verso il XII secolo, iniziò ad avere caratteristiche urbane.
Dapprima rurale quindi, il territorio subì molte trasformazioni per l’incremento edilizio iniziato con la costruzione del monastero.

## Il monastero
La cronologia delle madri superiori si può evincere dai documenti sulle attività del patrimonio fondiario del monastero.
La prima badessa fu Ermingarda, forse figlia di Ildeberto Albizo e Teuta, mentre la seconda fu Teuta II, probabilmente nipote dei fondatori.
A Teuta succedette Mingarda, attestata in un documento del 1116: è a lei che Papa Pasquale II indirizzò il diritto di sepoltura concesso al monastero.
Nei secoli XI-XIV il patrimonio del monastero aumentò molto grazie ai lasciti dei coniugi fondatori e alle donazioni di privati, che erano per lo più terreni.
Le badesse, tramite compra e vendita, cercavano di accentrare i loro beni terrieri nella zona intorno all'edificio.
Pietro, prete della chiesa di San Matteo dal 1111 al 1120, effettuò i primi acquisti da parte del monastero.
Le badesse erano affiancate nella gestione economica da laici, chiamati gastaldi. Il gastaldo veniva eletto dalla badessa, con la presenza dei giudici pubblici, di un console di giustizia e delle monache.
La principale fonte di sostentamento del monastero si doveva ai prodotti coltivati nei terreni, dai quali veniva ricavato vino, olio e frutta. Il pesce non mancava, vista la vicinanza con l'Arno.
Presto le monache riuscirono ad acquistare sempre più terreni intorno al cenobio, vendendo quelle più lontane e difficilmente controllabili. 
In questo modo si sviluppò tutta una zona intorno al monastero di San Matteo.

### Il monastero e i rapporti con la Santa Sede
La chiesa di San Matteo e l’annesso monastero femminile furono per molto tempo dotati di diritti e di privilegi ecclesiastici. 
È importante sottolineare quanto la protezione apostolica fosse ambita dagli enti monastici, dal momento che garantiva una maggior indipendenza nel controllo dei propri interessi, nonché la possibilità di contrastare eventuali eccessive ingerenze del vescovo di Pisa, alla cui giurisdizione il cenobio era soggetto.
Ma anche la Santa Sede aveva dei vantaggi da questi privilegi: visto che nel XIII secolo i rapporti tra i papi e i comuni erano diventati difficili, la Santa Sede riusciva ad avere un appoggio locale per contrastare le tendenze politiche. 
In questo periodo infatti, nella zona di Pisa, quasi tutte le cariche del Comune erano affidate alla famiglia Visconti, i cui interessi erano contrastanti rispetto a quelli della Santa Sede. 
L’alleanza con il San Matteo diventava per il Papa un modo per non venire escluso da Pisa.
Papa Pasquale II nel 1116 dette il primo privilegio all’ente, quello del diritto di sepoltura. Le monache ebbero così l’occasione per aumentare i guadagni con le operazioni legate alle inumazioni.
Nel 1156 Papa Adriano IV riconfermò il diritto di sepoltura e i territori che erano già proprietà del monastero.
Il terzo privilegio papale venne inoltrato da Papa Innocenzo III, che concesse alle monache la libera elezione delle badesse, estromettendo così i discendenti dei fondatori dalla prerogativa dopo moltissimi anni.
Un privilegio dato da Gregorio IX nel 1230 dava alle monache la possibilità di celebrare tutti i sacramenti nel monastero, nonostante l’interdetto generale pisano.

### La monacazione pisana e la soppressione del monastero
Durante l’XI secolo, a Pisa proliferarono le fondazioni religiose, alcune dirette da vescovi, altre da famiglie laiche benestanti, come il caso degli Albizi.
Verso la fine dello stesso secolo le due direzioni entrarono in contrasto: i vescovi cercarono infatti di rinforzare la loro posizione, a sfavore delle iniziative laiche negli enti, stringendo rapporti con ordini stranieri o di altre regioni.
Nel corso del XIV secolo, accanto ai monasteri cittadini ne sorsero alcuni di nuova fondazione gestiti, per la maggior parte, da Regolari.
Il ceto dirigente cittadino, lamentandosi della mala gestione degli enti, spinse il granduca Cosimo I de' Medici ad introdurre in ogni monastero femminile un operaio che si occupasse dell’amministrazione economica.
Le badesse persero così il controllo diretto del patrimonio mentre gli operai vennero a scontrarsi direttamente con i Regolari.
Per questo le monache chiesero di essere poste sotto la guida di un Ordinario.
Nel 1556, Papa Pio V attuò una riforma dei monasteri e con la Costituzione Circa pastoralis impose regole di clausura più severe ai monasteri femminili: l’ingresso nel monastero veniva vietato a uomini e donne, inclusi parenti di primo sangue. L’edificio di San Matteo dovette subire una serie di modifiche strutturali interne, per far sì che le monache non avessero nessun contatto con l’esterno.
Nel 1682 l’arcivescovo di Pisa stabilì la cifra che le ragazze avrebbero dovuto pagare per diventare monache ed entrare nel monastero. Carlo Antonio dal Pozzo, durante il suo episcopato, stabilì l’entrata al convento di San Matteo alle sole ragazze pisane, nobili o borghesi, in modo da assicurare il controllo diretto del patrimonio fondiario alla famiglie che governavano la città.
Nonostante il ruolo guida nella gestione del patrimonio fondiario, Pietro Leopoldo, nel 1785, decise di abolire le congregazioni, le confraternite e le compagnie nate in Toscana. Il loro numero era considerato troppo elevato rispetto alle reali esigenze e venne deciso di mantenere solo quelle realmente necessarie.
Secondo le disposizioni del Granduca Leopoldo II d'Asburgo-Lorena, nel 1787, il San Matteo divenne un conservatorio, sede di un capitolo di Canonichesse, ragazze povere ma nobili che non si erano sposate né fatte monache. 
Le monache del convento rimasero comunque nella struttura, nella parte a loro dedicata, divise delle Canonichesse, sebbene molti fossero gli spazi in comune.
Con un decreto emesso dal Granduca, nel maggio 1808, si decise la soppressione del capitolo delle Canonichesse di San Matteo, rimaste comunque nell'edificio fino al 1866, quando la struttura divenne proprietà del comune.

### Il carcere
In base alla legge sulle soppressioni degli Ordini e delle Corporazioni religiose del 1866, il monastero divenne proprietà del Ministero dell'Interno.
La prima fase dei lavori che avrebbero reso effettiva la trasformazione del monastero in carcere riguardò solo una parte dell’ex monastero, così che potesse accogliere una cinquantina di detenuti. Le stanze delle monache, che furono spostate nel monastero di S.Silvestro, sarebbero così divenute celle dei detenuti.
Nel 1871 la direzione del carcere, con una lettera al Prefetto della provincia, ribadiva la necessità di apportare nuove modifiche relative all’acquisizione delle parti dell’edificio ancora libere per costruire tribunali e corte d’Assise e all’aumento delle celle.
Nell’autunno del 1875 l’ufficio del corpo reale del Genio Civile eseguì una prima stima dei lavori per la trasformazione della struttura carceraria, destinata ad accogliere debitori civili e detenuti per reati di stampa, prendendo in custodia anche i discoli.
Purtroppo, i lavori per adeguare la struttura preesistente alle nuove necessità del carcere non rispettarono il patrimonio storico e architettonico del monumento.
La casa di custodia si convertì in carcere giudiziario nel marzo 1877.
Gli adattamenti e le modifiche dell’ex convento, continuate per anni, non vennero più ritenute idonee all'assolvimento della nuova funzione dell'edificio, così tra il 1932 ed il 1934 iniziò la progettazione della nuova sede del carcere giudiziario in via S. Giovanni Bosco, attivo dal 1944.

### Il museo e la sede universitaria
Dopo la seconda guerra mondiale l’ex convento divenne prima museo e poi sede universitaria del dipartimento di Storia delle Arti dell'Università di Pisa.
La Soprintendenza fece richiesta per avere in consegna l’edificio, che nel frattempo era diventato proprietà del demanio, per farne un museo, l'attuale Museo nazionale di San Matteo.
I lavori di restauro iniziarono presto, tra il gennaio 1945 e il maggio 1946, perché la sede del museo in San Francesco era divenuta inadatta e inospitale a causa dell’umidità e per i danni di guerra.
Nel 1979, circa venti anni dopo l’inaugurazione della struttura museale, si resero necessari alcuni interventi di restauro all'edificio.
Negli anni Ottanta i lavori di restauro del complesso di San Matteo permisero di consolidare la struttura e valorizzare gli elementi dell’antico edificio conventuale.
In occasione di alcuni scavi nel cortile per i canali atti a contenere i tubi ed i fili degli impianti tecnici del complesso, si scoprirono abbondanti frammenti di maiolica arcaica: per la prima volta a Pisa ci si trovava davanti ad un terreno stratificato che forniva tracce di questo materiale.
Per quanto riguarda l’Istituto di Storia delle Arti, che aveva sede in San Francesco, si pensò di spostarlo nell’ex convento ed ex carcere di San Matteo negli anni Cinquanta.
I lavori di trasformazione terminarono nel gennaio del 1951.
Negli anni Sessanta, l’accordo tra Università di Pisa e Soprintendenza permise la realizzazione della biblioteca.

## Il complesso edilizio
Nel 1607  un terribile incendio distrusse gran parte della chiesa e del monastero.
Dopo questo avvenimento, la chiesa venne ricostruita e modificata per volere di Cosimo III de' Medici. In questa occasione, l’aula unica venne preferita rispetto alla soluzione dell’impianto a tre navate, che la chiesa aveva originariamente. 
Gli interventi finirono nel 1610, come testimonia l’iscrizione posta sulla facciata dell’edificio: «COSMO II MAGNO HETR DUCE IV IMP.TE EUGENIA ARNIA MERIT.ma ABBa A.S. MDCX».
Numerosi cambiamenti intervennero intorno alla metà del XIX secolo, quando il monastero fu soppresso e trasformato in carcere.
Particolare è la storia che riguarda l’edificio del XVI secolo denominato chiesa della Madonna o Chiesa delle monache di San Matteo, costruito dietro al campanile e andato completamente distrutto a causa dei bombardamenti della Seconda guerra mondiale.
Attualmente il complesso prevede, oltre alla chiesa e al campanile, l’edificio in cui ha sede il Museo Nazionale di San Matteo e una sede distaccata della biblioteca dell’Università di Pisa.

### La chiesa

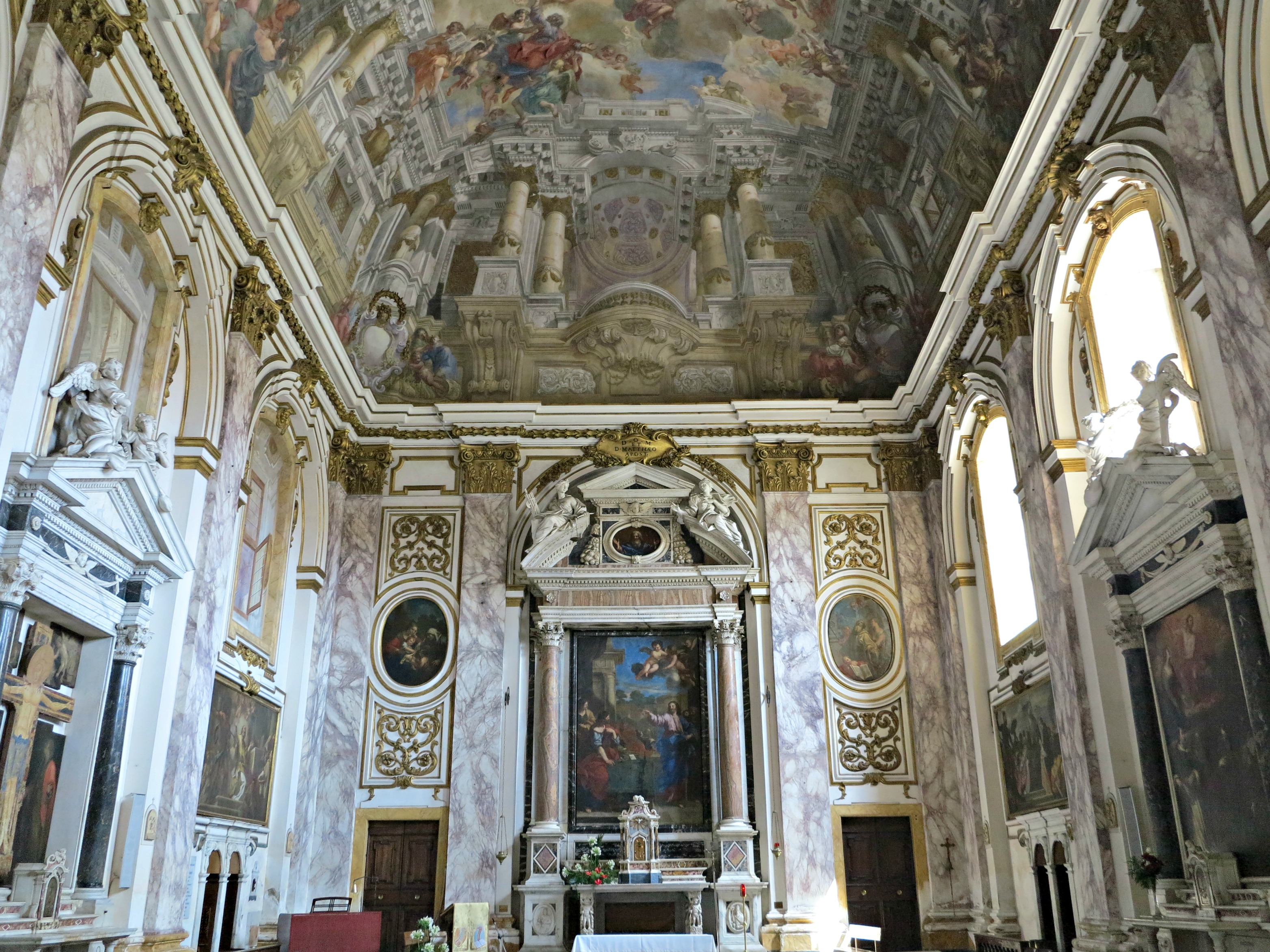
Interno della chiesa di San Matteo

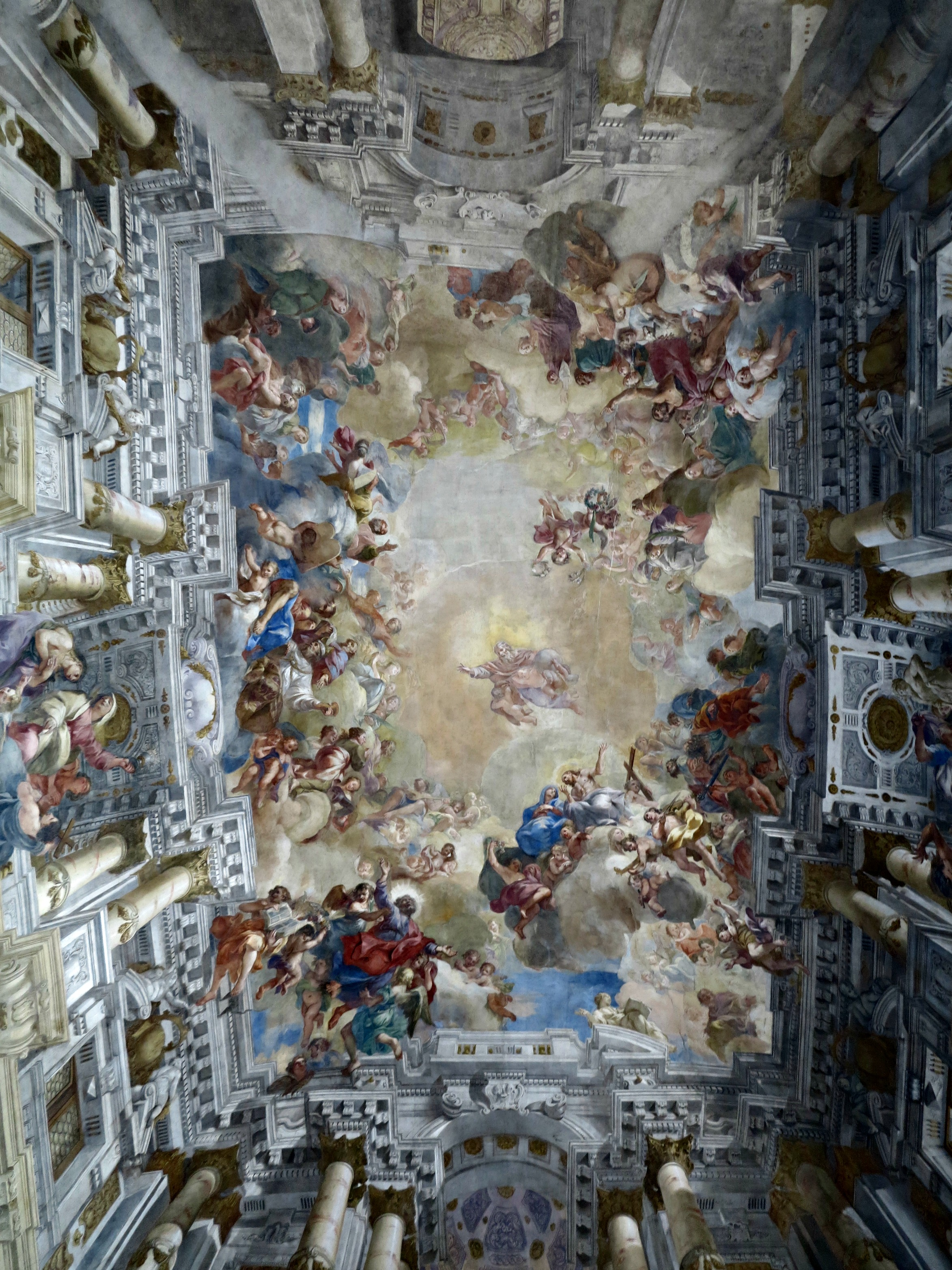
La volta affrescata

La chiesa dedicata a San Matteo a Pisa venne originariamente costruita in stile romanico e situata fuori dalla città. 
Sin dall’inizio, la chiesa ebbe un ruolo importante nella gestione della vita cattolica dei luoghi limitrofi. Questo lo dimostra una bolla pontificia datata 1115, nella quale Papa Adriano IV affida la giurisdizione delle chiese dei quartieri vicini e la guida spirituale dei loro fedeli alla parrocchia di San Matteo. Questo aumentò gli obblighi del parroco della suddetta chiesa ed anche le sue ricchezze. 
La chiesa ricevette inoltre molti lasciti da parte di chi voleva essere ricordato durante le funzioni religiose.
Da un libro denominato “debitori e creditori”, che riportava le voci di Dare e Avere, si capisce che giravano intorno alla chiesa moltissimi artigiani che assicuravano con il loro operato il mantenimento della struttura.
Altre fonti sono documentate dalle descrizioni fatte durante le visite pastorali.
Da un documento degli anni 1856-1867 dell’arcivescovo Cosimo Corsi, si sa che la chiesa antica aveva tre navate e che la volta che copriva la superficie interna fu affrescata dai fratelli Melani, mentre l’intera struttura era ricoperta di marmo. 
Tre finestre illuminavano gli ornamenti di stucco dorato della chiesa. Due inginocchiatoi erano posti vicino alla porta principale, muniti di bussola a quattro sportelli.
In una cantoria a balaustra si trovava un organo, mentre nella zona dell’altare maggiore c’erano due porte, una che portava nel retro della chiesa delle monache (o chiesa della Madonna) e una che portava alla sagrestia, una stanza stretta ed umida che si allagava spesso. I lavori di restauro, le spese ordinarie e straordinarie erano a spese del sacerdote, che riceveva tre rate ogni quattro mesi dalla Real Depositoria.
Altra descrizione dettagliata è quella che l’ingegnere Corrado Puccioni esegue verso la metà del 1800 che cita un coretto delle monache posto all’ingresso della struttura, che si ergeva su quattro colonne, due in granito dell’Elba, con capitelli di ordine corinzio che sostenevano una volta a crociera. Il pavimento era ricoperto di marmi colorati mentre pilastri con dorature sostenevano la volta affrescata dai fratelli Melani. Il tetto era a doppia falda e gli altari erano, a quel tempo, tre: uno maggiore e due laterali, rifiniti di cibori di marmo.
Vicino al coretto, sui muri laterali, stavano due confessionali con le acque santiere, sostenute da statue marmoree raffiguranti angeli.
Dal 1870 al 1871, con l’escavazione della fogna sul Lungarno, la chiesa risentì molto della ristrettezza della strada che si era venuta a creare e la volta rimase danneggiata, per peggiorare con i terremoti del 1914 e del 1920. 
Si ritenne di dover eseguire quindi dei lavori di miglioramento che modificarono ulteriormente la struttura, ad esempio con la demolizione e la nuova edificazione della volta.
Terminate le opere di sistemazione, venne realizzato un impianto elettrico.
Nel 1892 Don Lodovico Orlandini propose la costruzione di un nuovo coretto destinato ad accogliere l’organo, che andava restaurato, come anche una stanza collegata alla volta che, ormai chiusa da vent’anni, aveva subito danni per colpa dell’umidità e delle infiltrazioni dell’acqua. Nello stesso anno, venne eseguita una perizia redatta dall’Ufficio del Genio Civile che prevedeva il restauro dell’angolo meridionale dell’orchestra della chiesa, nel quale si erano aperte delle crepe.
La chiesa subì alcuni furti nel 1905, tra i quali quello di un quadro del XVI secolo attribuito a Pierino del Vaga, con predella realizzata da Raffaellino del Garbo, successivamente ritrovato.
Dalla visita riportata dal cardinale Pietro Maffi, negli anni 1904-1907, si desume la pessima condizione degli arredi interni e anche osservazioni negative sulle reliquie che, conservate in un armadio, non venivano ritenute autentiche: erano in numero elevato, costituite da pezzi di ossa, di vesti o sangue. Le più importanti erano il braccio di San Matteo e la mascella di San Massimiliano.
Quando le carceri furono trasferite, nel 1935, si pensò che quella parte di edificio potesse tornare a far parte del complesso del San Matteo.
Il 1944 riporta tutte le descrizioni delle opere da realizzarsi presso la chiesa, con forte preoccupazione per la facciata posteriore. Dei numerosi lavori che l’edificio richiedeva però, nel 1950 furono portati a termine soltanto la copertura del tetto e la sistemazione degli affreschi. La stima dei danni di guerra eseguita tra il 1953 e il 1954 riporta la necessità di ricostruire elementi esterni ed interni in pietra lavorata a scalpello e la sistemazione dell’altare maggiore e delle corniciature interne.
Per quanto riguarda l'esterno, la facciata in marmo risale al 1610 ed è priva di decorazioni. Essa comprende la porta, sormontata da un timpano, e una finestra rettangolare. Il lato meridionale, quello che si vede dal Lungarno, è quello che testimonia la forma dell’edificio originale. La parte inferiore è composta da tredici arcate, alcune prive di decorazione, altre con decorazioni romboidali o finestre lunghe e strette. La parte superiore è in marmo bianco, come la facciata decorata da quattro finestre fino al punto delimitato dalle otto arcate inferiori, mentre la parte adiacente al campanile è costituita da cinque arcate con le stesse decorazioni delle arcate nella parte inferiore.
L'interno è ad aula unica con le pareti scandite da quattro paraste in finto marmo, organizzazione che risale al XVII secolo. La volta è affrescata con la Gloria di San Matteo, opera dei fratelli Giuseppe e Francesco Melani, risalente al Settecento. Alle pareti sono tele con le Storie della vita di San Matteo risalenti al quarto decennio del Settecento ed eseguite da Sebastiano Conca (Martirio di San Matteo), Francesco Trevisani (San Matteo resuscita il figlio del Re d'Etiopia), Marco Benefial (San Matteo battezza una regina etiope) e da Giacomo Zoboli che dipinse il San Matteo che impone il velo a Ifigenia e alle Vergini (Ifigenia era la figlia del re Egippo che regnava in Etiopia al tempo della predicazione di Matteo apostolo). L'altare maggiore reca una Vocazione di San Matteo di Giovan Francesco Romanelli, del 1637, mentre in quello nella parete sinistra si trova un Crocifisso su tavola del XIII secolo. 
Dell’edificio che fu la canonica abbiamo informazioni grazie ad una descrizione di metà XIX secolo.
Questo piccolo edificio si trovava dietro la chiesa e si costituiva di tre piani, mentre l'ingresso era situato dalla parte del Lungarno. Un corridoio lungo attraversava tutta la struttura, portando direttamente all’orto sul retro. 
Su questo corridoio si aprivano varie stanze: una stanza dove veniva sistemato il carbone, una cantina, una dispensa ed un deposito legna. Dall’altro lato si trovavano una cucina ed una stanza che riceveva l’acqua dal giardino. Una scala di pietra situata nell’ingresso portava al primo piano, riservato alle camere da letto, ai salotti dove si pranzava e a uno spogliatoio. Qui, una botola con una scala segreta permetteva di scendere al piano terreno, precisamente nello scrittoio. 
Un altro passaggio situato nel guardaroba portava invece alla cucina sottostante. Il primo piano aveva inoltre una terrazza e una sala lavanderia.
Altre scale portavano al secondo piano, composto da un salotto che si affacciava sul Lungarno, tre camere, un guardaroba e una nuova cucina con altre stanze destinate alla conservazione della legna.
La chiesa si divideva dalla canonica per un edificio che era invece usato dalle monache. 
Per facilitare l’accesso del parroco alla chiesa si cercò quindi di costruire un corridoio che, partendo dal secondo piano della canonica, si unisse al campanile, in modo da avere l’accesso diretto alla sagrestia semplicemente scendendo le scale. I bombardamenti della seconda guerra mondiale distrussero completamente l’edificio della canonica. La Soprintendenza decise che la nuova abitazione del parroco avrebbe dovuto essere edificata su parte del terreno di proprietà della famiglia Venturi, cioè tra il retro della chiesa romanica e quella di San Matteo.
La nuova canonica fu costruita sulle vecchie case distrutte dalla guerra ed il progetto architettonico fu curato da Mario Paniconi e Giulio Pediconi.

### Il campanile

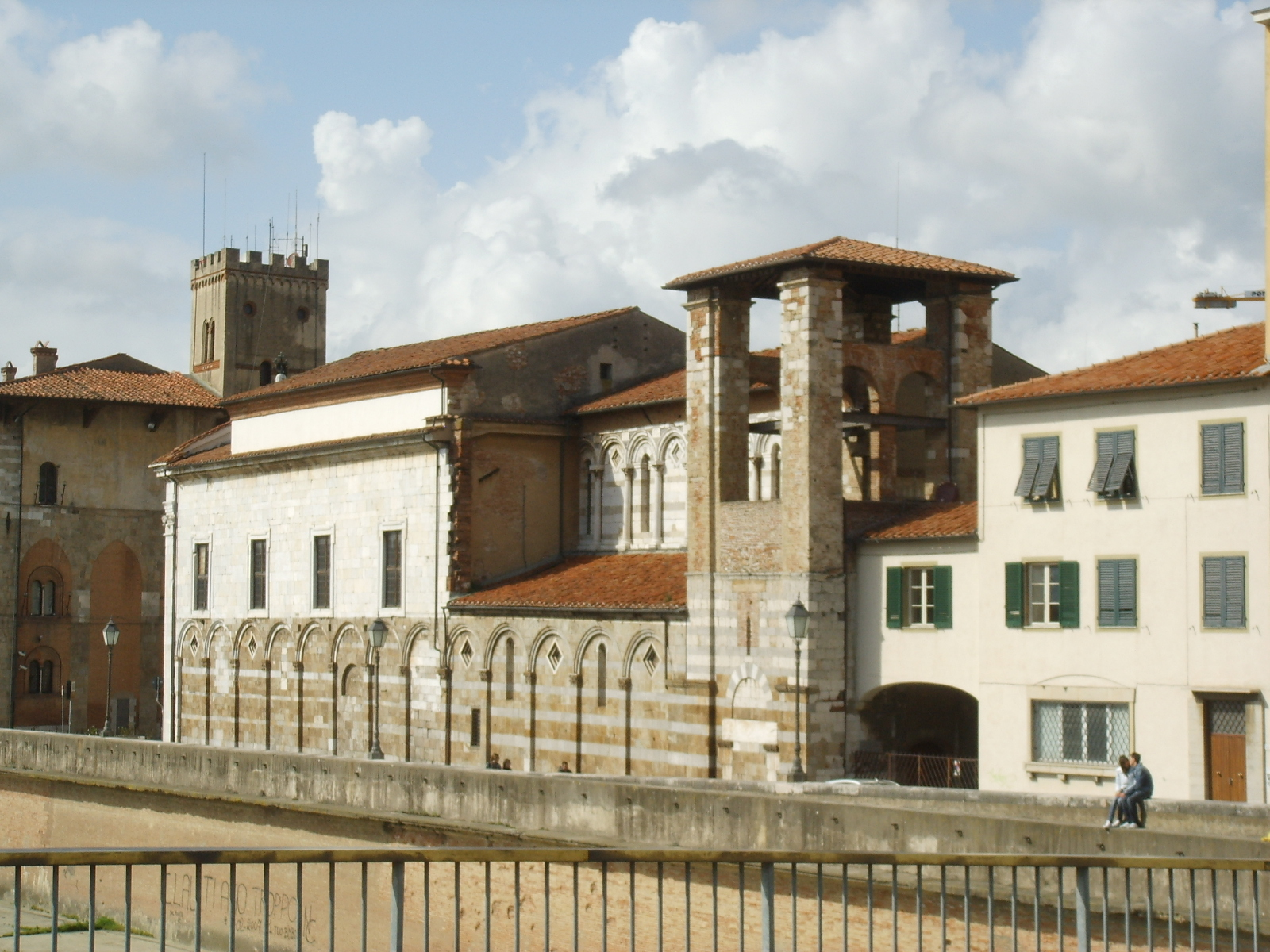

La fondazione del campanile della chiesa di San Matteo risaliva al XIV secolo. 
Dalla base quadrata s’innalzavano quattro pilastri che arrivavano fino al tetto a padiglione.
Originariamente si trovava a contatto con la clausura e, nel lato meridionale, con il Lungarno.
Durante gli anni la struttura campanaria ha subito molte modifiche:
la dominazione fiorentina fece abbassare il campanile a causa della costruzione di una fortezza vicino a questa struttura ed i bombardamenti della guerra la danneggiarono in maniera irreversibile.
La situazione si aggravò ulteriormente con il furto di alcuni sostegni di legno e le infiltrazioni di acqua dovute ad una copertura problematica.
I lavori di ristrutturazione furono approvati dalla Soprintendenza e l’impresa di Emilio Pacini ottenne l’appalto a cottimo fiduciario per occuparsene.
Un’altra ristrutturazione fu necessaria nel 2000 per ripristinare la gronda, sostituita con una in rame, e la copertura.
Oggi il campanile, di forma quadrata, è costituito da panchina livornese e marmo. Ogni lato ha due arcate e la cella campanaria è coperta da un tetto a capanna con quattro spioventi.

### Il chiostro

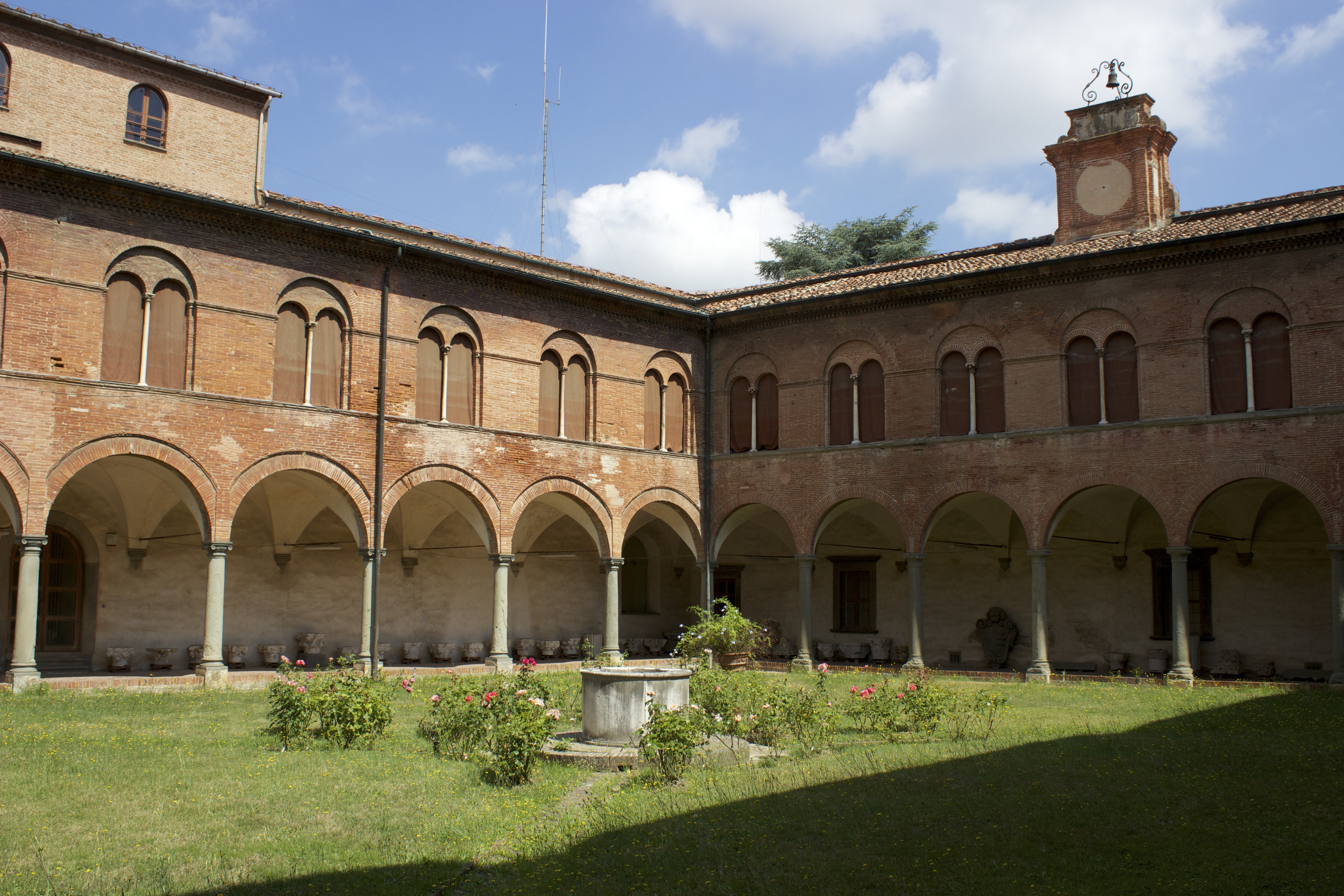
Il chiostro

Del chiostro si sa che fu costruito intorno al XIII secolo e che è l'unico edificio del complesso riconduciibile della struttura originaria.
Il chiostro, che limitava un giardino interno, si componeva di un loggiato a colonne di granito con finestre in stile gotico. In alto invece era rifinito da un cornicione molto lavorato.
Fu la fase carceraria del San Matteo a portare più cambiamenti alla struttura del chiostro. 
Le arcate vennero chiuse per diventare stanze destinate ai detenuti ed il cortile diviso in due parti per dare spazio all’ora d’aria dei detenuti. 
Per motivi di sicurezza venne costruita anche una garetta.
I bombardamenti della seconda guerra mondiale danneggiarono anche questo edificio. 
I lavori di ristrutturazione successivi, tra le altre cose, decisero per la riapertura del loggiato.

### La chiesa della Madonna
La chiesa della Madonna, o chiesa delle monache, venne fatta costruire per la particolare storia del dipinto della Vergine che stava su un muro del cimitero delle monache. 
Si diceva infatti che l’icona avesse fatto miracoli: una monaca guarì dalla paralisi, ciechi riacquistarono la vista e anche i sordi ripresero a udire.
Monsignor Antonio dei Preti concesse dunque la venerazione dell’immagine e, grazie alle offerte dei fedeli, venne costruito un oratorio nel 1578. 
L’edificio fu affrescato da Andrea Boscoli nel 1595. Nello stesso anno si aggiunse un altare, pagato dalla badessa allora in carica, Donna Febronia Upezzinghi, profanato nel 1787.
L’immagine venne spostata nella chiesa principale nel 1787 e, dopo la profanazione dell'altare probabilmente la chiesa venne abolita.
Le notizie della chiesa si perdono fino ai primi del Novecento, per poi riapparire a riguardo di una disputa tra il carcere e Venturi. Tale Venturi aveva acquistato l’antica chiesa utilizzandola come magazzino di terre cotte e l'aveva poi affittata ad Ettore Landucci che, nel 1920, chiese di installare un garage attiguo alla chiesa di San Matteo.
Sul finire degli anni trenta del Novecento l’edificio era divenuto uno stabile dove si fabbricavano Gassose San Pellegrino.
Negli anni a venire lo storico edificio divenne addirittura deposito per i pozzi neri, per poi venire completamente distrutto durante i bombardamenti della guerra.

## Galleria d'immagini

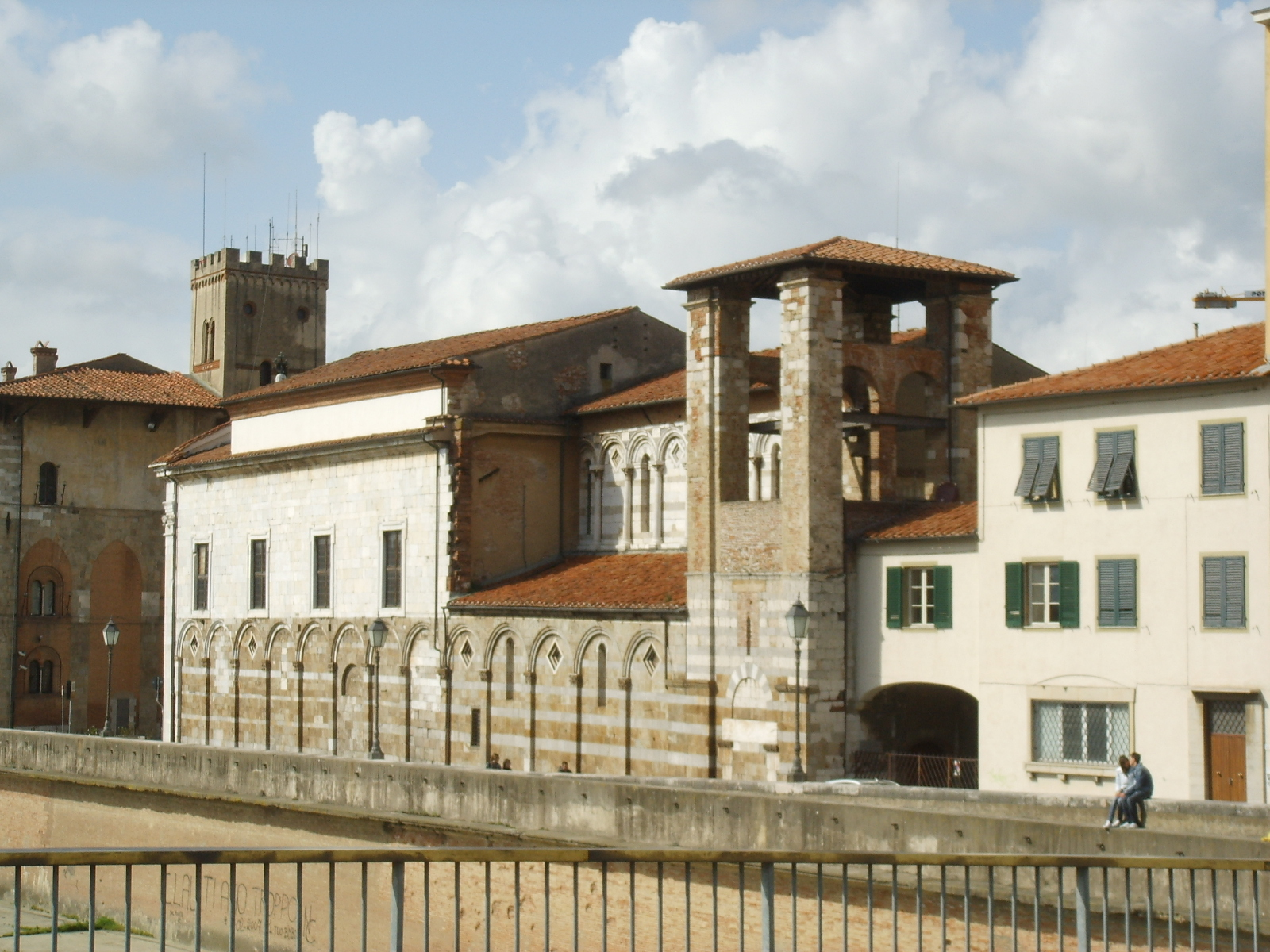
Veduta dal lungarno
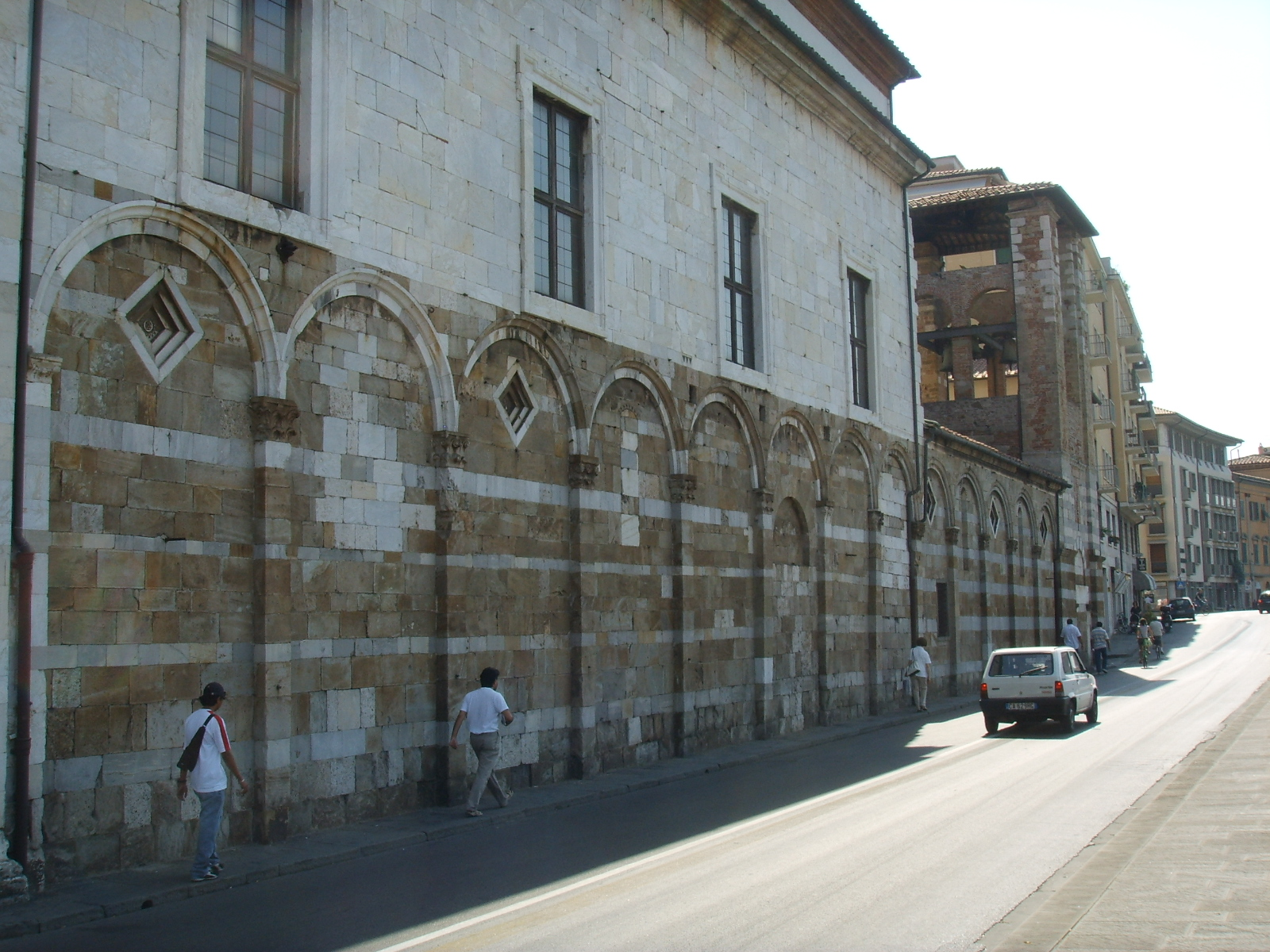
Il lato sul lungarno, nel tipico stile del romanico pisano
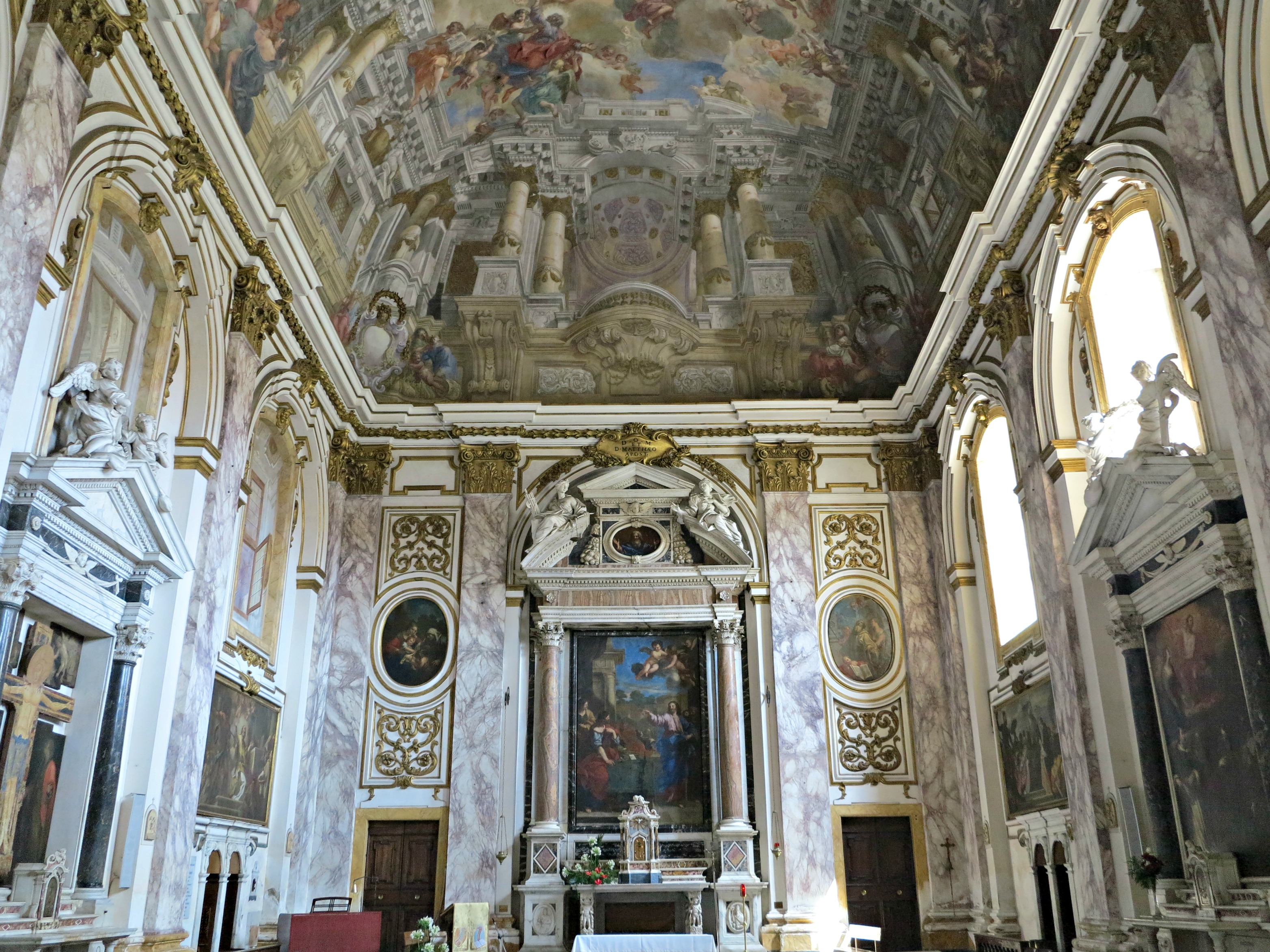
Interno della chiesa di San Matteo
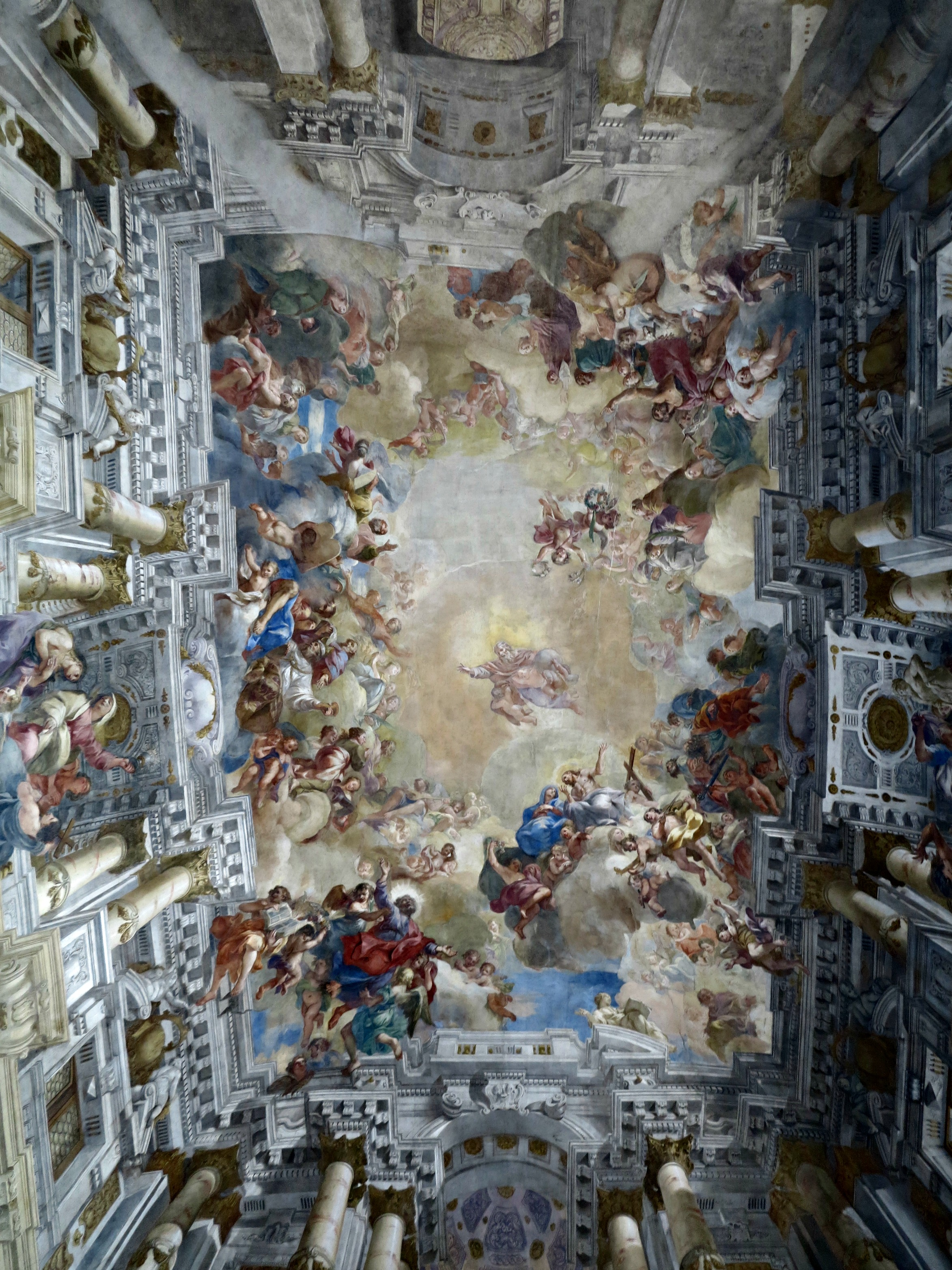
Volta affrescata
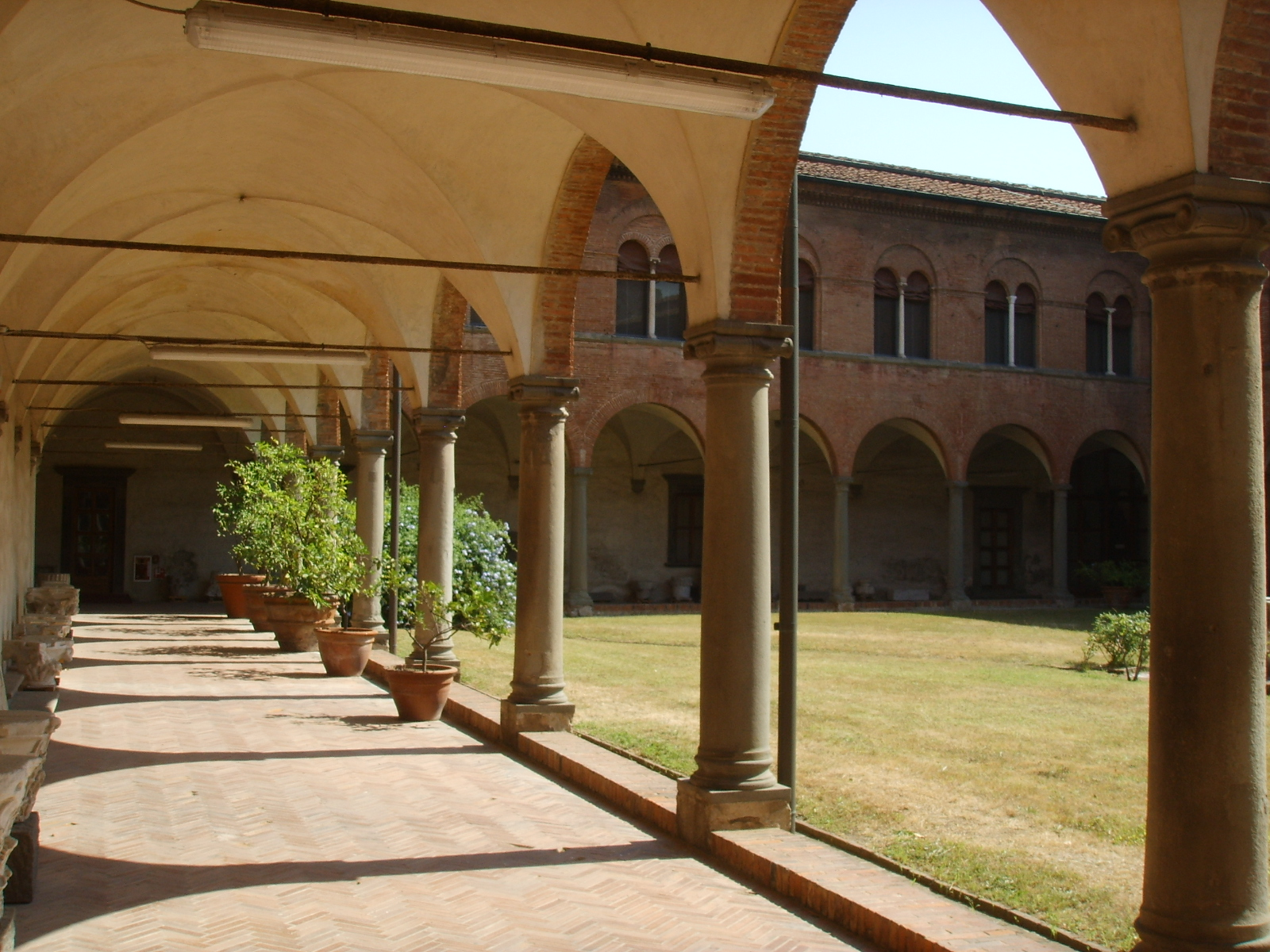
Il chiostro